# Классификации кораблей ВМС США
C 1921 года в Соединенных Штатах для обозначения кораблей используется классификация по бортовому номеру (иногда называется бортовой код) — англ. Hull number. ВМС Великобритании, как и флоты некоторых европейских стран и стран Содружества (всего 19 флотов) применяют название номер вымпела (англ. Pennant number). В отличие от тактических номеров, применяемых в ВМФ России (ранее СССР), бортовой номер сохраняется за кораблем на всё время службы.
Кораблям, которые прошли глубокую модернизацию или были переведены в другой класс, может быть присвоен новый класс, также им может быть как присвоен новый идентификационный номер, так и оставлен старый. При передаче корабля другим государствам тактический номер обычно меняется.
Обозначение каждого корабля представляет собой буквенную аббревиатуру его класса вместе с идентификационным номером. Все аббревиатуры в классификации США состоят как минимум из двух букв. Эта же классификация принята в семействе морских справочников «Джейн» (англ. Jane's Information Group), где она применяется к кораблям всех стран, для удобства сравнения. Для остальных флотов характерны однобуквенные коды. Им присвоены расшифровки (например, BB = Big Battleship для линкоров, CG - Ракетный крейсер, FFG - ракетный фрегат).
Если аббревиатура класса корабля начинается с буквы «W», то он относится к Береговой охране. Если ей предшествует «T-», то судно принадлежит Командованию морских перевозок ВМС и его команда в основном состоит из гражданских моряков.
Аббревиатура USS значит United States ship (Военный корабль Соединенных Штатов), префикс USNS несёт смысл United States naval ship (вспомогательное судно ВМС США). 

## Боевые корабли основных классов
Боевые корабли основных классов предназначены непосредственно для ведения боевых действий.

### Авианесущие корабли
Авианесущие корабли — это корабли в основном предназначенные для ведения боевых действий с помощью самолетов (вертолетов) против морских, воздушных и наземных целей. Несмотря на расхожее мнение, обозначение «CV» в классификации по бортовому номеру не расшифровывается как «Carrier Vessel». Обозначение «CV» произошло от слова Cruiser (крейсер), так как раньше авианосцы рассматривались как тяжелые крейсера, имевшие те же задачи по господству на море и воспрещению действий противника на океанском ТВД. Литера «V» произошла от французского глагола «voler» (летать). Кроме больших авианосцев класса «CV» и «CVN» (nuclear) существовала линия кораблей с обозначением «CVE» (эскортный авианосец) — от CVE-1 Long Island до CVE-128 Okinawa.
- AV: Авиатранспорт. Плавучая база гидросамолётов (с 1955 не используется)
- AVG: Вспомогательный эскортный авианосец (эскортный авианосец)(1941—1942)
- AVD: Авиатранспорт-эсминец. Плавучая база гидросамолётов в корпусе эсминца (с 1955 не используется)
- AVP: Малый авиатранспорт (с 1955 не используется)
- ACV: Вспомогательный эскортный авианосец (Эскортный авианосец) (1942)
- CV: Тяжелый авианосец (1921—1975), с 1975 г. — многоцелевой авианосец
- CVA: Ударный авианосец (эта категория объединена с CV)
- CVAN: Ударный авианосец с ядерной энергетической установкой (ЯЭУ) (эта категория объединена с CVN)
- CVB: Крупный авианосец (в 1952 эта категория объединена с CVA)
- CVE: Эскортный авианосец (с 1955 не используется)
- CVL: Лёгкий авианосец (с 1955 не используется)
- CVN: Атомный многоцелевой авианосец (АВМА) (с ЯЭУ)
- CVS: Противолодочный авианосец (АВП) (с 1975 не используется)
- CVT: Учебный авианосец (УЧАВ) (не используется в связи с переходом на AVT (Auxiliary))
- CVU: Транспортный авианосец (с 1955 не используется)

#### Вертолётоносцы
- CVHA: Десантный вертолётоносец (бывший авианосец) (не используется в связи с переходом в 1975 на десантные вертолетоносцы серий «LH»)
- CVHE: Эскортный вертолётоносец (бывший эскортный авианосец) (с 1975 не используется)

- LPH: Десантный вертолётоносец (с 1959 года)
- LHA: Атакующий вертолётоносец (с 1975 года)
- LHD: Десантный вертолётоносец (с 1989 года)

### Другие надводные боевые корабли
Надводные корабли в основном предназначены для ведения боевых действий в открытом море. Основными боевыми кораблями являются линкоры, крейсера и эскадренные миноносцы (эсминцы). Линейные корабли имеют тяжелое вооружение и бронирование; крейсера — немного меньше; а эсминцы и более мелкие корабли — ещё меньше. Если корабль построен в США буквенный код состоит из 2, 3 или 4 символов. Одна буква применяется к иностранным классам.
Далее по тексту применяются следующие аббревиатуры:
- УРО — управляемое ракетное оружие,
- ЯЭУ — ядерная энергетическая установка.

- B: Линейный корабль, броненосец.
- BB: Линейный корабль (ЛК).
- BM: Монитор. С 1920 года не используется. См. также M

- C: Крейсер (КР).
- ACR: Крейсер от Armoured Cruiser — бронированный крейсер, позже класс изменён на «CA».
- CA: тяжёлый крейсер.
- СВ: Линейный крейсер, или «большой» (тяжёлый) крейсер класса «Аляска». Термин «большой» крейсер был введен, чтобы отличить класс «Аляска» от «Вашингтонских» тяжёлых крейсеров, главный калибр которых был ограничен 203,2 мм[1]. С 1955 года не используется.
- CBC: Тяжёлый командный крейсер. Не используется, никогда не присваивался.
- CC: Командный крейсер. С 1975 года не используется.
- CG: Ракетный крейсер. (после 1975 года).
- CGN: Ракетный крейсер c ЯЭУ, (поcле 1975 года).
- CL: Лёгкий крейсер. С 1962 года не используется.
- CLA: Крейсер ПВО. С 1962 года не используется.
- CLG: Лёгкий крейсер УРО. С 1962 не используется.
- CLGN: Лёгкий крейсер УРО с ЯЭУ. С 1962 не используется.
- CLK: Противолодочный крейсер. Упразднен в 1951 году.
- CS: Разведывательный крейсер. С 1975 года не используется.

- D: Эсминец.
- DD: Эсминец (ЭМ).
- DDE: Эскортный эсминец. Упразднен в 1962 году.
- DDG: Эсминец УРО (ЭМ УРО).
- DDK: Эсминец противолодочной обороны. Эта категория была объединена с DDE 4 марта 1950 года.
- DDR: Эсминец радиолокационного дозора (ЭМ РЛД). С 1975 года не используется.

| - DE: Эскортный эсминец (во время Второй мировой войны, позже переименован в Сторожевой корабль океанской зоны) - DE: Сторожевой корабль океанской зоны (упразднен 30 июня 1975 года) - DEG: Сторожевой корабль океанской зоны с УРО (упразднен 30 июня 1975 года) - DER: Эскортный эсминец радиолокационного дозора (упразднен 30 июня 1975 года)                                                                | Существует две категории кораблей, обозначавшихся DE: эскортный эсминец времён Второй мировой войны (некоторые из которых были переделаны в DER) и послевоенный категорий DE/DEG, которые были известны как сторожевые корабли океанской зоны (несмотря на то, что имели то же обозначение, что и эскортные эсминцы во время Второй мировой войны). Все DE, DEG и DER были переклассифицированы как FF, FFG или FFR 30 июня 1975 года. |
| - DL: Лидер эсминцев, позже фрегат. С 1955 не используется. - DLG: Фрегат УРО (ФР УРО). Упразднен в 1975 году. - DLGN: Фрегат УРО с ЯЭУ (ФРА УРО). Упразднён 30 июня 1975 года. - DM: Быстроходный минный заградитель (переоборудованный из эскадренного миноносца). С 1955 года не используется. - DMS: Быстроходный минный тральщик (переоборудованный из эскадренного миноносца). С 1955 года не используется. | Категория DL была установлена в 1951 году вместе с упразднением класса CLK. CLK 1 стал DL 1 и DD 927—930 стал DL 2-5. к середине 1950-х годов термин «лидер эсминцев» перестал употребляться, а вместо него стало употребляться понятие «фрегат». Большинство DLG и DLGN были переклассифицированны как CG и CGN, 30 июня 1975 года. Однако DLG 6-15 стал DDG 37-46. Старые DL к тому времени уже были выведены из состава флота.      |

| - FF: Фрегат. - FFG: Фрегат УРО. - FFL: Лёгкий фрегат. - FFR: Фрегат радиолокационного дозора. С 1955 года не используется. - FFT: Фрегат (для подготовки резерва). С 1955 года не используется. | Обозначения FF, FFG и FFR были установлены 30 июня 1975 года в качестве замены для бывших DE, DEG и DER. Первым вновь построенным кораблем, обозначенным FF/FFG был «Oliver Hazard Perry». |

- K: Сторожевой корабль, корвет. С 1955 года не используется.

- LCS: Боевой корабль прибрежной зоны (Littoral combat ship), канонерская лодка. С 2003 года.

- M: Монитор. 1880-е-1920 год.

### Подводные лодки
Подводными лодками называют самоходные аппараты предназначенные для передвижения под водой, независимо от того, являются они боевыми, вспомогательными или исследовательскими кораблями с незначительными боевыми возможностями. Хотя некоторые классы подводных лодок, включая все субмарины с ДЭУ, уже не используются ВМС США, другие флоты продолжают использовать классы SS, SSA, SSAN, SSB, SSC, SSG, SSM и SST. C появлением новых силовых установок, независимых от атмосферного воздуха, возникли обозначения SSI и SSP, чтобы показать отличия разных серий подводных лодок, но аббревиатура SSP является предпочтительной. Класс SSK, который не используется в ВМС США, используется в обиходе как взаимозаменяемый с американским SS для дизельных ударных и патрульных лодок. Более широко он используется в ВМС Великобритании и британскими фирмами, такими как Jane’s Information Group.
- SC: Крейсерская подводная лодка (не используется в настоящее время)
- SF: Эскадренная подводная лодка (не используется в настоящее время)
- SM: Подводный минный заградитель (не используется в настоящее время)
- SS: Ударная многоцелевая подводная лодка(с ДЭУ)
- SSA: Вспомогательная/грузовая подводная лодка (с ДЭУ)
- SSAN: Вспомогательная/грузовая подводная лодка (с ЯЭУ)
- SSB: Подводная лодка с баллистическими ракетами на борту (с дизельным энергетическо установкой (ДЭУ))
- SSBN: Атомная подводная лодка с баллистическими ракетами на борту (ПЛАРБ)
- SSC: Подводная лодка прибрежного плавания (с ДЭУ), больше 150 тонн
- SSG: Подводная лодка с крылатыми ракетами (с ДЭУ)
- SSGN: Подводная лодка с крылатыми ракетами (с ЯЭУ)
- SSI: Ударная многоцелевая подводная лодка с воздухо-независимой ЭУ (дизельная) (Diesel Air-Independent Propulsion)
- SSK: Патрульная подводная лодка, способная уничтожать другие ПЛ (с 1970-х в США не используется, поскольку все современные ПЛ обладают такой возможностью)
- SSM: Сверхмалая подводная лодка (до 150 тонн)
- SSN: Многоцелевая атомная подводная лодка (с ЯЭУ)
- SSO: Подводный танкер (не используется в настоящее время)
- SSP: Многоцелевая подводная лодка с воздухо-независимой ЭУ (неядерная). В другом варианте, подводный транспорт
- SSQ: Вспомогательная подлодка связи (не используется в настоящее время)
- SSQN: Вспомогательная подлодка связи (с ЯЭУ)(не используется в настоящее время)
- SSR: Подводная лодка радиолокационного дозора (не используется в настоящее время)
- SSRN: Подводная лодка радиолокационного дозора (с ЯЭУ) (не используется в настоящее время)
- SST: Учебная подводная лодка (с ДЭУ)

| - AGSS: Вспомогательная подводная лодка - AOSS: Подводный танкер (не используется в настоящее время) - ASSP: Транспортная подводная лодка (не используется в настоящее время) - APSS: Транспортная подводная лодка (не используется в настоящее время) - LPSS: Десантно-транспортная подводная лодка (не используется в настоящее время) - SSLP: Транспортная подводная лодка (не используется в настоящее время) | Обозначения SSP, ASSP, APSS и LPSS последовательно присваивались одному и тому же типу. |

- IXSS: Неклассифицированная вспомогательная подводная лодка
- MTS: Учебный корабль-блокшив (Ядерный учебный центр флота — бывшая SSBN)

### Патрульные корабли
Патрульными считаются корабли, назначение которых может выходить за рамки прибрежных действий, имеющие достаточную мореходность и автономность для самостоятельных действий в открытом море не свыше 48 часов. Из них наиболее известны речные/прибрежные силы времен Вьетнама. Очень немногие из них остались в строю.
- PBR: Речной сторожевой катер (Pibber или PBR — Вьетнам)
- PC: сторожевой корабль прибрежного действия, первоначально — морской охотник
- PCF: Быстроходный сторожевой катер (Вьетнам)
- PE: Морской охотник Первой мировой войны
- PF: Сторожевой корабль Второй мировой войны, на основе британского типа River.
  - PFG: Первоначальное обозначение USS «Оливер Хазард Перри» (FFG-7)
- PG: Канонерская лодка, позже патрульный катер («Patrol combatant»)
- PGH: Сторожевой артиллерийский катер на подводных крыльях (Patrol Combatant, Hydrofoil)
- PHM: Сторожевой ракетный катер на подводных крыльях (Patrol, Hydrofoil Missile)
- PR: Речная канонерская лодка (Patrol, River), например en:USS Panay (PR-5)
- PT: Торпедный катер (времён Второй мировой войны)
- PTG: Малый ракетный катер
- Monitor: Тяжело вооруженный речной катер, (Вьетнам)
- ASPB: Патрульный катер огневой поддержки десанта, «Alpha Boat»; также использовался во Вьетнаме как речной минный тральщик
- PACV: Сторожевой катер на воздушной подушке (Patrol, Air Cushion Craft, Brown Water Navy (Вьетнам))
- PB: Сторожевой катер

### Десантные корабли
Вид боевых кораблей-амфибий включает в себя все корабли, специально построенные для ведения боевых действий с моря против суши, причем способные действовать в открытом море. Существует два класса кораблей: десантные корабли, способные пересекать океаны и десантные катера, предназначенные для доставки войск с крупных кораблей на побережье, в момент высадки.

#### Десантные корабли
- AKA: Десантный грузовой транспорт (ДГТР) (не используется)
- APA: Войсковой десантный транспорт (не используется)
- APD: Быстроходный транспорт перестроенный из эсминца (не используется)
- LCC: Штабной корабль десантных сил (ШК ДЕС)
- LHA: Универсальный десантный корабль (Attack/Assault) (ДКУ)
- LHD: Универсальный десантный корабль (подобен LHA, но с упором на вместимость по десантным катерам)
- LKA: Десантный грузовой транспорт (не используется)
- LPA: Десантно-вертолётный корабль-док (ДВКД) (Landing Platform, Amphibious — Посадочная площадка, амфибия)
- LPD: Десантный транспорт-док (ДТД) (aka Landing Platform, Dock)
- LPH: Десантный вертолётоносец (АВВ) (с 1992 не используется)
- LSD: Десантно-вертолётный корабль-док
- LSH: Тяжелый десантный корабль (не используется)
- LSIL: Большой пехотный десантный корабль (бывший LCIL)
- LSL: Десантный корабль снабжения Landing Ship, Logistics
- LSM: Средний десантный корабль (период Второй мировой войны)
- LSM(R): Средний десантный корабль с ракетным вооружением (период Второй мировой войны)
- LSSL: Корабль огневой поддержки десанта (бывший LCSL периода Второй мировой войны)
- LST: Танкодесантный корабль (ТДК)
- LSV: Десантный корабль колесной техники (обычно ролкер, RO-RO)

#### Десантные катера
- LCA: Штурмовой десантный катер (Landing Craft, Assault)
- LCAC: Десантный катер на Воздушной Подушке (Landing Craft, Air-Cushioned (LCAC))
- LCFF: Флагманский десантный катер (Flotilla Flagship) (период Второй мировой войны)
- LCH: Тяжелый десантный катер (Landing Craft, Heavy) (период Второй мировой войны)
- LCI(G)(L)(M)(R): Десантный катер пехоты Landing Craft, Infantry, и модификации (Канонерка: Gunboat) (Большой: Large) (Минометный: Mortar) (Реактивных снарядов: Rocket) (период Второй мировой войны)
- LCL: Десантный катер снабжения (Landing Craft, Logistics, в США не используется)
- LCM: Десантный катер боевой техники Landing Craft, Mechanized (период Второй мировой войны)
- LCP: Десантный катер личного состава (Landing Craft, Personnel)
- LCPA: Десантный катер на воздушной подушке (не используется)
- LCS(L): Десантный катер поддержки Landing Craft, Support (Large) (период Второй мировой войны)
- LCT: Танкодесантный катер (период Второй мировой войны)
- LCU: Многоцелевой десантный катер Landing Craft, Utility
- LCVP: Десантный катер, личного состава и техники Landing Craft, Vehicle and Personnel

### Корабли тылового обеспечения
Эти корабли предназначены для пополнения запасов на ходу в море.
- AC: Угольщик, углевоз (не используется)
- AE: Плавучий склад боеприпасов
- AFS: Транспорт снабжения (ТР)
- AO: Эскадренный танкер-заправщик
- AOE: Быстроходный универсальный транспорт снабжения (БУТРС)
- AOR: Универсальный танкер-заправщик (ТН)
- AW: Плавучая опреснительная станция
- AKE: Универсальный транспорт снабжения и боеприпасов (УТРС) (с 2002)

### Минные заградители и тральщики (ТЩ)
Основное назначение минных заградителей и тральщиков — минная и противоминная война на море.
- AM: Минный тральщик (вспомогательный)
- AMb: Рейдовый тральщик
- AMc: Базовый тральщик
- AMCU: Подводный разведчик мин
- MSO: Тральщик океанской зоны
- MSC: Тральщик прибрежной зоны
- MCM: Противоминный корабль
- MCS: Корабль противоминного обеспечения
- MH(C)(I)(O)(S): Тральщик-искатель мин, (Coastal) (Inshore) (Ocean) (Hunter and Sweeper, General)
- CM: Минный заградитель
- CMc: Базовый минный заградитель (не используется)
- MLC: Базовый минный заградитель (не используется)
- DM: Быстроходный минный заградитель (переоборудованный из эскадренного миноносца, не используется)
- DMS: Быстроходный тральщик (переоборудованный из эскадренного миноносца, не используется)

### Корабли береговой обороны
Основной задачей кораблей береговой обороны является патрулирование прибрежной зоны и воспрещение её для противника.
- FS: Корвет (не используется)
- PB: Патрульный катер (Вьетнам)
- PBR: Речной патрульный катер (Вьетнам)
- PC: Прибрежный сторожевой катер (с 2002 — в береговой охране)
- PCE: Эскортный патрульный катер (не используется)
- PF: Фрегат, выполняющий функции сходные с корветом Великобритании, времен Второй мировой войны
- SP: Корабль берегового дозора (не используется)
- PCF: Быстроходный патрульный катер (не используется)

### Корабли подвижного тыла
Корабли подвижного тыла способны обеспечивать материальными средствами корабли, которые действуют на значительном удалении от своих военно-морских баз.
- AD: Тендер (плавучая база) эсминцев (не используется)
- AGP: Тендер (плавучая база) патрульных катеров (не используется)
- AR: Плавучая мастерская
- AS: Плавучая база подводных лодок
- AVP: Авиатранспорт — плавучая база гидросамолётов (с 1955 не используется)

### Вспомогательные суда
Вспомогательные корабли предназначены для множества ролей по поддержке боевых кораблей и действий на море в целом.
- AN: Сетевой заградитель
- ARL Плавучая мастерская лёгких сил — катеров или десантных средств (период Второй мировой войны)
- ATF: Океанский буксир
- AGHS Судно обеспечения патрульных сил — океанских или прибрежных

### Дирижабли
Использовались в период Второй мировой войны. 
- ZMC: дирижабль, с металлизированной оболочкий
- ZNN-G: дирижабль типа G
- ZNN-J: Дирижабль типа J
- ZNN-L: дирижабль типа L
- ZNP-K: дирижабль типа K
- ZNP-M: дирижабль типа M
- ZNP-N: дирижабль типа N
- ZPG-3W: Дозорный дирижабль
- ZR: Дирижабль жёсткой конструкции
- ZRS: Дирижабль-разведчик жёсткой конструкции

## Корабли обеспечения
Корабли обеспечения не предназначены для ведения боя и в основном не вооружены.

### Корабли обеспечения
Корабли и суда обеспечения предназначены для действий в открытом море, в широком диапазоне ветров и волнения, обеспечивая общую поддержку боевых соединений или береговых сооружений. Включают и малые вспомогательные суда, которые по роду деятельности должны покидать прибрежные воды.
- ACS: Вспомогательный плавучий кран
- AG: Вспомогательное судно (ВСУ)
- AGDE: Экспериментальный сторожевой корабль
- AGDS: Судно обеспечения глубоководных работ
- AGER: Опытовый корабль для ведения исследований влияния окружающей среды
- AGF: Вспомогательный корабль управления (ШК)
- AGFF: Экспериментальный фрегат
- AGM: Плавучая телеметрическая станция
- AGOR: Океанографическое научно-исследовательское судно
- AGOS: Судно разведки океанских акваторий
- AGS: Гидрографическое судно (ГИСУ)
- AGSS: Вспомогательная опытовая подводная лодка
- AGTR: Корабль электронной разведки (официальный перевод названия — техническое исследовательское судно) (КРТР/РЗК)
- AH: Госпитальное судно (ГС)
- AK: Грузовой транспорт
- AKR: Транспорт самоходной техники
- AKS: Сухогрузный транспорт
- AOG: Танкер-бензовоз
- AOT: Нефтеналивной танкер
- AP: Войсковой транспорт
- ARC: Кабелеремонтное судно
- APL: Плавучая казарма (ПКЗ)
- ARL: Плавучая мастерская легких сил (ПМ)
- ARS: Спасательное судно (СС)
- AS: Плавучая база подводных лодок (ПБС ПЛ)
- ASR: Спасательное судно подводных лодок (СС ПЛ)
- AT: Морской буксир
- ATA: Вспомогательный морской буксир
- ATF: Эскадренный морской буксир
- ATS: Универсальное спасательное судно
- AVB: Корабль тылового обеспечения авиации
- AVT: Учебный корабль для отработки посадки авиации ВМС (учебный авианосец) (УЧАВ)

### Служебные суда
Служебные суда (включая несамоходные)являются частью ВМС. Они предназначены для обслуживания как боевых сил флота, так и военно-морских баз. Литера «N» относится к несамохдным вариантам. Литера «Y» присваивается вспомогательным плавсредствам верфей (англ. Yard craft).
- AB: Плавучий кран
- AFDB: Большой плавучий док (ПД)
- AFDL: Малый плавучий док
- AFDM: Средний плавучий док
- APB: Самоходная плавучая казарма
- APL: Плавучая казарма
- ARD: Ремонтный плавучий док
- ARDM: Средний ремонтный сухой док
- ATA: Вспомогательный морской буксир
- DSRV: Глубоководный спасательный аппарат
- DSV: Глубоководный аппарат
- NR: Научно-исследовательская подводная лодка
- YC: Беспалубный лихтер
- YCF: Железнодорожный паром
- YCV: Лихтер для перевозки самолётов
- YD: Плавучий кран
- YDT: Водолазный бот
- YF: Палубный лихтер
- YFB: Паром или катер
- YFD: Верфевый плавучий док
- YFN: Палубный лихтер (несамоходный)
- YFNB: Большой палубный лихтер (несамоходный)
- YFND: Вспомогательное плавсредство сухого дока (несамоходное)
- YFNX: Лихтер (специальный) (несамоходный)
- YFP: Плавучая электростанция
- YFR: Крытый лихтер-рефрижератор
- YFRN: Крытый лихтер-рефрижератор (несамоходный)
- YFRT: Полигонный тендер
- YFU: Портовая рабочая баржа
- YG: Мусорный лихтер
- YGN: Мусорный лихтер (несамоходный)
- YLC: Судоподъёмное судно (СПС)
- YM: Земснаряд
- YMN: Земснаряд (несамоходный)
- YNG: Боновое судно (брандвахта)
- YNT: Сетевой тендер
- YO: Нефтеналивная баржа
- YOG: Бензиноналивная баржа
- YOGN: Бензиноналивная баржа (несамоходная)
- YON: Нефтеналивная баржа (несамоходная)
- YOS: Баржа-хранилище нефтепродуктов
- YP: Учебный патрульный катер
- YPD: Плавучий копёр
- YR: Плавучая мастерская (ПМ)
- YRB: Плавучая мастерская и дебаркадер
- YRBM: Баржа для ремонта, размещения личного состава и приёма пищи
- YRDH: Плавучий док-мастерская (корпусная)
- YRDM: Плавучий док-мастерская (механическая)
- YRR: Судоремонтная баржа для ремонта судов с ЯЭУ
- YRST: Тендер спасательно-судоподъёмных судов
- YSD: Кран для утилизации самолётов
- YSR: Грунтоотвозная баржа
- YT: Портовый буксир (этот класс был позже разбит на классы YTB, YTL и YTM)
- YTB: Большой портовый буксир
- YTL: Малый портовый буксир
- YTM: Средний портовый буксир
- YTT: Опытовое судно испытания торпед
- YW: Водоналивная баржа
- YWN: Водоналивная баржа (несамоходная)
- IX: Неклассифицированные суда
- X: Подводный аппарат
- none(нулевой): чтобы подчеркнуть его уникальный исторический статус, USS Constitution (бывший IX 21) был переклассифицирован в класс «none» 1 сентября 1975 г.

### Корабли Береговой охраны
До 1965 корабли Береговой охраны США использовали те же обозначения, что и ВМС США.
- CG: Все корабли Береговой охраны до 1920-х годов. (не используется)
- WAVP: мореходный тендер гидросамолетов (с 1955 не используется)
- WDE: эскортный эсминец Береговой охраны (с 1962 не используется)
- WHEC: сторожевой корабль большой автономности
- WMEC: сторожевой корабль средней автономности
- WPC: сторожевой корабль — позже переклассифицирован в WHEC серии
- WPB: сторожевой катер
- WPG: мореходная канонерская лодка Береговой охраны (с 1955 не используется)